# Viačeslavas Sukristovas
Viačeslavas Sukristovas (in russo Вячеслав Васильевич Сукристов?, Vjačeslav Vasil'evič Sukristov; Vilnius, 1º gennaio 1961) è un ex calciatore lituano, di ruolo centrocampista.